# 鱗尾松鼠
鱗尾松鼠（Anomalurus derbianus），又名鱗尾鼯鼠，是非洲的一種鱗尾松鼠屬。

## 分佈及棲息地
鱗尾松鼠棲息在西非及中非熱帶及亞熱帶的雨林。牠們分佈在安哥拉、喀麥隆、中非共和國、剛果共和國、剛果民主共和國、科特迪瓦、赤道畿內亞、加蓬、加納、肯雅、利比里亞、馬拉威、莫桑比克、尼日利亞、塞拉利昂、坦桑尼亞、烏干達、贊比亞。牠們的生存受到失去棲息地的威脅。

## 行為
鱗尾松鼠是夜間活動的，棲息在樹孔中。牠們可以是獨居或成對生活。牠們會張開其膜，由一顆樹滑翔到另一顆樹。最遠試過滑翔達250米。牠們尾巴底的鱗片可以幫助牠們攀樹。牠們主要是草食性的，吃葉子、樹皮、堅果、果實及花朵。

## 外部連結
- Animal diversity web （页面存档备份，存于）